# Potamia
Potamia is een geslacht van insecten uit de familie van de echte vliegen (Muscidae), die tot de orde tweevleugeligen (Diptera) behoort.

## Soorten
- P. littoralis Robineau-Desvoidy, 1830
- P. marguerita (Snyder, 1956)
- P. scabra (Giglio-Tos, 1893)
- P. setifemur (Stein, 1916)